# واد الرمل (القصر المجاز)
واد الرمل هي إحدى مشيخات المملكة المغربية، تتبع جغرافيا لإقليم الفحص أنجرة وإداريًا لالقصر المجاز. يقدر عدد سكانها بـ 5787 نسمة حسب الإحصاء الرسمي للسكان والسكنى لسنة 2004.